# Zitouna (El Tarf)
Zitouna est une commune de la wilaya d'El Tarf en Algérie.

## Géographie

### Localisation
Zitouna est un village se situant au Nord-Est de l'Algérie au Sud-Est de la wiaya d’El Tarf à 111 mètres d’altitude maximale. C’est une commune frontalière avec la Tunisie.

### Superficie
Le territoire administratif de la commune s’étend sur une superficie de 159,6 km2. 

### Communes limitrophes[2]
La commune de Zitouna est délimitée à l’Est par la commune de Bougous, à l’Ouest par la commune de Cheffia, au Sud-ouest par la commune d’Aïn Kerma, au Nord par les communes d’El Tarf et de Bouteldja, au Sud et au Sud-est par la frontière algéro-tunisienne.

## Toponymie
Le village de Zitouna tiendrait son nom des nombreux oliviers présents dans la région. Le mot zitouna (en arabe : زيتونة) désigne l'Olivier et l'Oléastre.